# Grand Prix (bande dessinée)
Pour les articles homonymes, voir Grand prix.

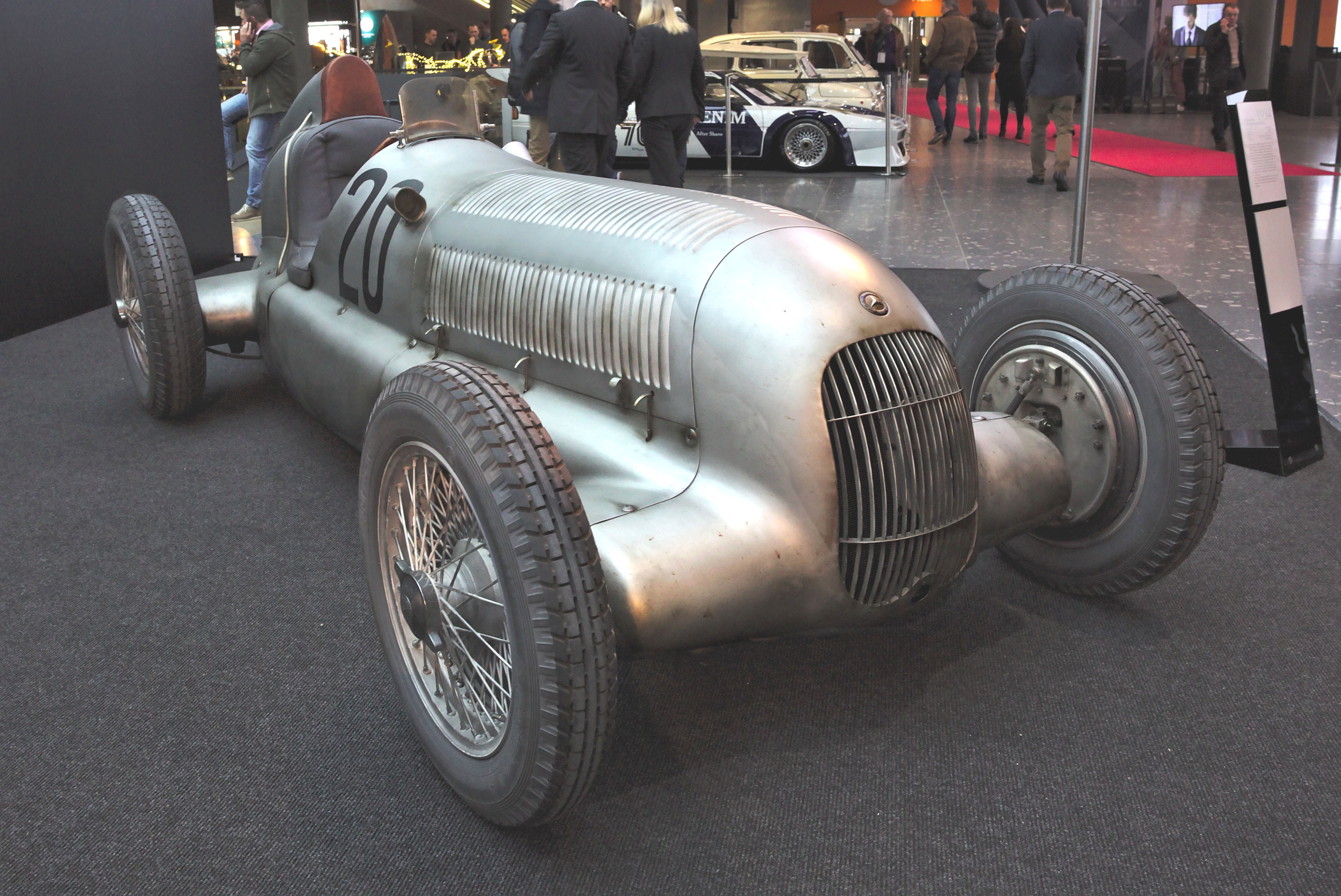
La Mercedes-Benz W25, première flèche d'argent, dont l'histoire est évoquée dans le tome 1.

Grand Prix est une série de bande dessinée en trois volumes sur le thème du sport automobile créée par Marvano.

## Synopsis
L'histoire s'inspire de la vie des pilotes de Grand Prix de 1934 à 1939.

## Albums
- 1 Renaissance, Dargaud, Paris, 2010
Scénario : Marvano - Dessin : Marvano - Couleurs : Bérengère Marquebreucq - Traduction : Philippe Bertinchamps - Lettrage : Éric Montésinos - Préface : Jacky Ickx
- 2 Rosemeyer!, Dargaud, Paris, 2011
Scénario et dessin : Marvano - Couleurs : Bérengère Marquebreucq - Traduction : Monique Nagielkopf - Lettrage : Éric Montésinos - Postface : Ever Meulen
- 3 Adieu, Dargaud, Paris, 2012
Scénario et dessin : Marvano - Couleurs : Bérengère Marquebreucq - Traduction : Monique Nagielkopf - Lettrage : Éric Montésinos - Postface : Ever Meulen

### Documentation
- Marie Moinard, « Grand Prix : signes avant-coureurs », dBD, no 44,‎ juin 2010, p. 73.